# Włodzimierz Bielicki

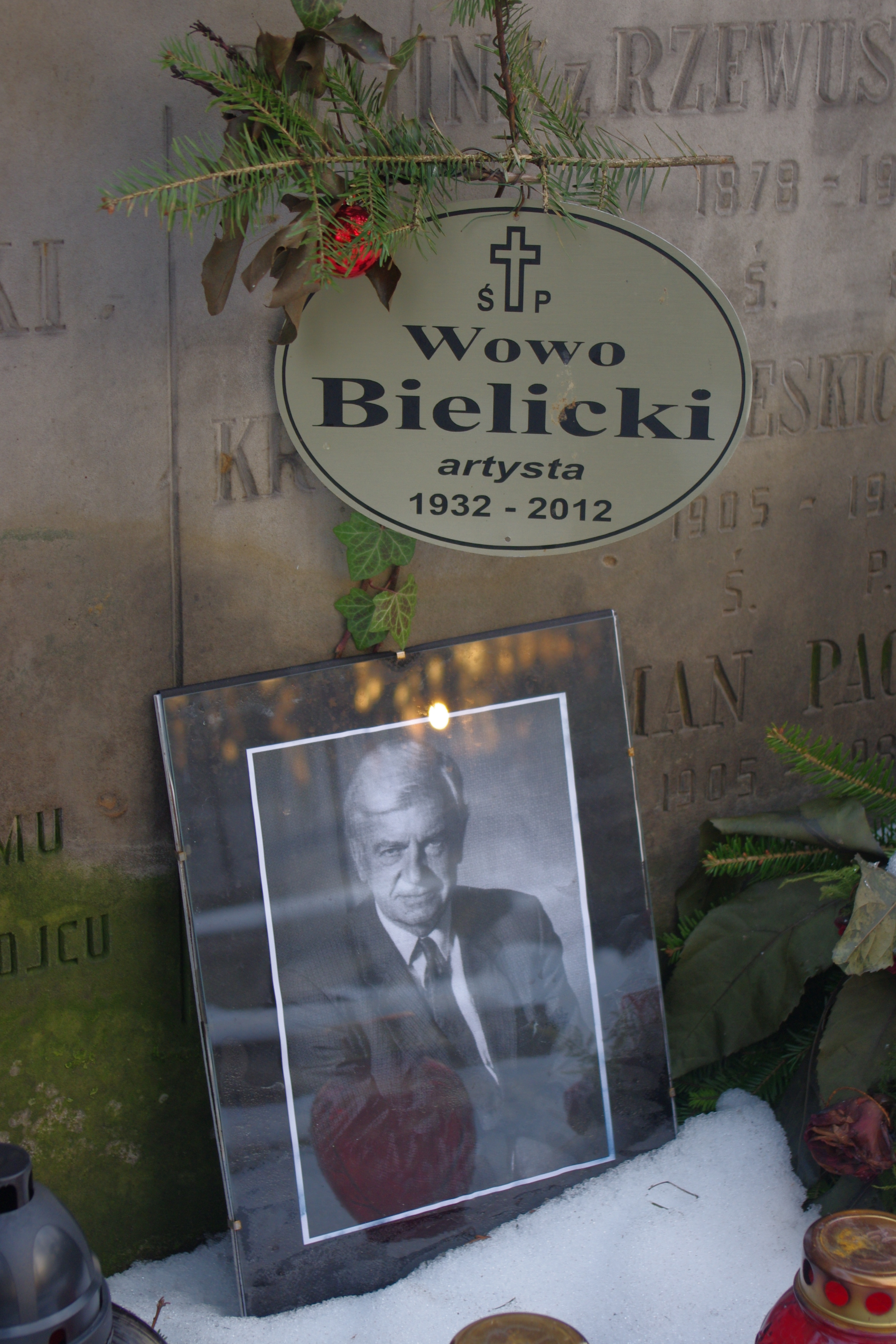
Grab von Włodzimierz Bielicki

Włodzimierz „Wowo“ Bielicki (* 16. Januar 1932 in Warschau; † 24. Oktober 2012 ebenda) war ein polnischer Bühnenbildner, Drehbuchautor, Theaterregisseur und Schauspieler.

## Leben
Bielicki studierte an der Staatlichen Hochschule für Bildende Künste in Danzig und schloss sein Studium 1960 ab. Er war von 1958 bis 1960 mit dem Theater Bim-Bom verbunden. An der Staatlichen Baltischen Oper und Philharmonie (polnisch Państwowa Opera i Filharmonia Bałtycka) debütierte er 1960 mit dem Bühnenbild für das Stück Harnasie von Karol Szymanowski. In den 1960er-Jahren war er auch am Teatr Wielki in Warschau tätig und arbeitete als Drehbuchautor mit der Telewizja Polska zusammen. Das Theater Wałbrzych leitete er von 1989 bis 2000.

## Filmografie (Auswahl)

### Schauspieler
- 1960: Auf Wiedersehen bis morgen
- 1965: Walkower
- 1992: European Night

### Drehbuch
- 1960: Wygnańcy
- 1965: Tatarak
- 1970: Frytki do wszystkich dań

## Auszeichnungen
- 1969: Silbernes Verdienstkreuz